# Substitutionsreaktion
In der Chemie bezeichnet die Substitution (spätlateinisch substituere: ersetzen) eine chemische Reaktion, bei der Atome oder Atomgruppen in einem Molekül durch ein anderes Atom oder eine andere Atomgruppe ersetzt werden.

## Reaktionstypen
Grundsätzlich unterscheidet man Substitutionsreaktionen nach der angreifenden Gruppe („phil“ bedeutet zugeneigt):
- Elektrophile Reagenzien suchen Stellen in Molekülen mit einem Elektronenüberschuss (= Stellen mit negativen Ladungen/Partialladungen oder freien Elektronenpaaren). → SE-Reaktion.
- Nucleophile Reagenzien suchen Stellen in Molekülen mit einem Elektronendefizit (= Stellen mit positiven Ladungen/Partialladungen oder Elektronenlücken). → SN-Reaktion.
- Reagenzien mit einem ungepaarten Elektron (Radikale) haben einen hohen Energieüberschuss. Sie reagieren in der Regel wenig selektiv. → SR-Reaktion.

Man spricht somit von elektrophilen, nucleophilen oder radikalischen Substitutionen.
Angegriffene Moleküle können sein:
- Moleküle mit einem Elektronenüberschuss (Alkene, Alkine, entsprechend substituierte Aromaten, Anionen)
- Moleküle mit einem Elektronendefizit (entsprechend substituierte  Alkane, Aromaten, Carbonylverbindungen, Kationen)

Moleküle dieser beiden Kategorien lassen sich durch das entsprechende Reagenz meist selektiv substituieren. Weniger selektiv ist der Angriff bei Radikalen.

### Strategie
Die angreifende Gruppe versucht die zu ersetzende Gruppe aus ihrer Verbindung zu verdrängen. Dies kann dadurch erfolgen, dass sich die angreifende Gruppe dem Bindungspartner der zu ersetzenden Gruppe sukzessive nähert (und die neue Bindung bildet), wobei gleichzeitig die Bindung der verdrängten Gruppe zunehmend geschwächt wird.
Bei diesem Reaktionstyp sind immer zwei Moleküle gleichzeitig beteiligt.
{\displaystyle \mathrm {angreifende\ {Gruppe}+R{-}Abgangsgruppe\rightleftharpoons angreifende\ {Gruppe{-}R}+Abgangsgruppe} }
Da im entscheidenden geschwindigkeitsbestimmenden Schritt zwei Moleküle beteiligt sind, spricht man von einer bimolekularen Substitution, abgekürzt S2.
Alternativ ist denkbar, dass die Abgangsgruppe, ggf. unterstützt durch ein Hilfsreagenz, den Molekülverband verlässt und im Molekül eine Lücke hinterlässt, die schnell von der angreifenden Gruppe gefüllt wird. Der geschwindigkeitsbestimmende Schritt ist hier der Zerfall der Ausgangsverbindung:
{\displaystyle \mathrm {R{-}Abgangsgruppe\rightleftharpoons R+Abgangsgruppe} }
In diesem ist nur ein Molekül beteiligt, man spricht von einer monomolekularen Reaktion, abgekürzt S1.

### Nukleophile Substitution
Die nukleophile Substitution kann auftreten an Verbindungen des Typs R-X, mit R = Aryl, Alkyl. Die Gruppierung X wird dabei ersetzt.
Im Falle von R = Aryl gibt es folgende Möglichkeiten
- Aromat durch (–M)-Substituenten elektronenarm; SNAr (Nukleophile aromatische Substitution).
- Aromat nicht durch (–M)-Substituenten elektronenarm; Arinmechanismus.

Im Falle von R = Alkyl gibt es folgende Möglichkeiten
- monomolekulare Substitution; SN1
- bimolekulare Substitution; SN2
- innermolekulare Substitution; SNi

Siehe nukleophile Substitution.
Im Falle von R = R'-CO mit R' = Aryl, Alkyl liegt eine Substitution an einer Carbonylverbindung vor. Die Umesterung sei beispielhaft genannt.

### Elektrophile Substitution
Die elektrophile Substitution ist typisch für Aromaten, besonders elektronenreiche Aromaten, abgekürzt als SEAr
- Elektrophile aromatische Substitution

### Radikalische Substitution
Die radikalische Substitution ist für den Labormaßstab weniger geeignet, da sie meist wenig selektiv verläuft, abgekürzt SR.

## Konkurrenzreaktion
Bei Substitutionen tritt häufig die Eliminierung als Konkurrenzreaktion auf.

## Geschichte der Substitutionsreaktion
Zu Beginn des 19. Jahrhunderts wurden verschiedene Hypothesen und Theorien zum Aufbau und der Bildung organischer Körper formuliert.

### Übersicht
Anfang bis Mitte des 19. Jahrhunderts konkurrierten im Wesentlichen zwei Theorien zur Erklärung der chemischen Verbindung in der organischen Chemie, es waren die dualistisch-additionelle Theorie um Jöns Jakob Berzelius und die als Radikaltheorie bzw. Kerntheorie von Justus von Liebig, Friedrich Wöhler bzw. Auguste Laurent sich daraus ableitenden Konzeptionen auf der einen Seite sowie die durch Jean Baptiste Dumas und der Entdeckung der  Substitution als unitaristische Typentheorie bezeichneten Konzeption auf der anderen Seite.

### Dualistisch-additionelle Theorie
Jöns Jakob Berzelius gebrauchte im Jahre 1808 erstmals den Ausdruck organische Chemie und veröffentlichte 1827 die erste eigenständige Abhandlung über Organische Verbindungen. Wichtig waren ihm die Betrachtung chemischer Proportionen in den Verbindungen und die Entwicklung der Stöchiometrie. So stellte sich Berzelius der Aufgabe, die Verhältnisse, nach denen sich die organischer Körper verbinden, genauestes zu bestimmen. Er stellte etwa in den Salzen fest, dass die Quantität an Sauerstoff der Säure und der Base in einem ganzzahligen einfachen Verhältnis zueinander stehen, wie es Joseph-Louis Proust in seinem Gesetz der konstanten Proportionen bereits 1807 formuliert hatte. Für Berzelius waren die Ergebnisse seiner stöchiometrischen Analysen zugleich eine Bestätigung der Atomhypothese von John Dalton aus dem Jahre 1803.
Er prägte die Begriffe elektronegativ und elektropositiv und begründete eine Elektronegativitätsskala.
Die Affinität der chemischen Körper erklärte Berzelius durch die Intensität  ihrer Polarität, bei der Vereinigung zweier Elemente legten sich die Atome mit ihren entgegengesetzten Polen aneinander. Anders könne man durch den elektrischen Strom eine Verbindung wieder die ursprüngliche Polarität bzw. ihre Atomen einer zerlegen.
Mit seiner Hypothese ließen sich wichtige Fragen der Chemie seiner Zeit erklären. Grundlage dieses Systems war die Annahme, dass jeder chemische Körper aus zwei Anteilen zusammensetzt, einem elektropositiven und einem elektronegativen Teil.
Berzelius baute die durch elektrochemischen Versuche um Humphry Davy gestützte dualistisch-additionelle Theorie auf, der zufolge jede chemische Verbindung als Vereinigung einer elektronegativen Säure und einer elektropositiven Base aufzufassen sei.

### Radikaltheorie
Bei der Untersuchung vieler Verbindungen stellte sich heraus, dass diese sehr häufig nur aus drei oder vier Elementen, nämlich Kohlenstoff, Wasserstoff, Sauerstoff und seltener Stickstoff bestehen.  Die Summenformel der chemischen Körper konnte bestimmt werden, allerdings waren sehr viele Stoffe bekannt, die bei gleicher Zusammensetzung (Summenformel) völlig unterschiedliche Eigenschaften hatten, also andere Substanzen waren. Die chemischen Eigenschaften hingen also auch von der Verknüpfung der Elemente untereinander ab, die Struktur einer Verbindung konnte mit den früheren Methoden aber noch nicht bestimmt werden.
Ferner nahm man an, dass bei einer chemischen Reaktion alle beteiligten Stoffe in ihre Bestandteile zerlegt würden und sich neu zusammensetzten.
Liebig und Wöhler entwickelten daher ein Modell, bei dem sie annahmen, dass ein Stoff aus mehreren kleineren Elementgruppen, den sogenannten Radikalen, bestünde, die bei einer Reaktion unverändert übernommen würden.

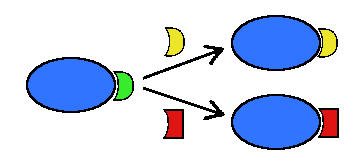
Verbindungen bestehen aus Radikalen, die sich gegenseitig austauschen können.

Der Begriff Radikal i. S. der Radikaltheorie ist nicht mit dem modernen Begriff des Radikals (wie z. B. oben unter 1.4 Radikalische Substitution verwendet) in den aktuellen theoretischen Chemiekonzepten gleichzusetzen. In der Radikaltheorie werden Aussagen über die Zusammensetzung eines chemischen Körpers getroffen, dieser bestehe aus mehreren kleinen Elementgruppen, eben den Radikalen.
Die Radikaltheorie ging von der Unveränderlichkeit der Radikale, i.S. kleiner Elementgruppen, aus.
Das widersprach aber der Tatsache, dass sich die Summenformel der Stoffe bei einer Reaktion oft nur geringfügig verändert und die Erkenntnisse aus der bereits weiterentwickelten anorganischen Chemie daher nicht angewendet werden konnten.

### Unitaristische Theorie
In einer organischen Verbindung war nach  Berzelius der Kohlenstoff das elektronegative Teilchen und  der Wasserstoff das elektropositive Teilchen. Nach seiner Vorstellung war es unmöglich, dass ein elektropositives Teilchen wie Wasserstoff durch ein elektronegatives Teilchen wie Chlor verdrängt werden könne.
Berzelius vertrat auf der Grundlage seiner dualistischen Anschauungen die Auffassung, dass etwa in einer Verbindung wie Methylenchlorid einer der elektropositiven Wasserstoffatome nicht durch ein weiteres, drittes elektronegatives Chlor, zu Chloroform ersetzt werden könnte.

### Typen- und Kerntheorie
Jean-Baptiste Dumas begründete 1834 die Substitutionstheorie (Substituierbarkeit des Wasserstoffs organischer Verbindungen durch z. B. Halogene)  und stellte im Jahre 1839 in Paris eine Typentheorie der chemischen Bindung auf.
Folgende Anekdote wird hierzu geschildert:
Im ersten Drittel des 19. ten Jahrhunderts gab König Karl X. (Frankreich) (1757–1836) einen Abendempfang, soirée de gala.
Im Schloss brannten viele weiße Kerzen: Aber dieses Kerzenwachs brannte unter sehr starker Rußentwicklung ab. Darüber hinaus kam es zu starken Reizungen der Atemwege mit teilweise extremen Hustenattacken bei den Galagästen.
Der König beauftragte den Sachverständigen des Hofes für chemische Angelegenheiten, den Direktor der Königlichen Porzellanmanufaktur Alexandre Brongniart, mit der Klärung der Ursachen dieses Zwischenfalls. Brongniart seinerseits leitete die Untersuchung zu seinem Schwiegersohn, Jean-Baptiste Dumas weiter. Dieser kam zu folgendem Ergebnis:
Die erstickend wirkenden Dämpfe waren freigesetztes Chlorwasserstoff-Gas (HCl) das sich bei der Verbrennung des Kerzenwachses entwickelte und beim Einatmen zu Reizungen der Schleimhäute und der Atemwege führte.
Er konnte darüber hinaus nachweisen, dass der Wachsfabrikant den Rohstoff mit Chlor gebleicht hatte. Das Chlor war teilweise chemisch an das Wachs gebunden, wodurch bei dessen Verbrennung Chlorwasserstoff freigesetzt wurde.
Neben dem praktischen Nutzen für die weitere Kerzenfabrikation führte die Analyse des Vorfalls zu einem neuen theoretischen Verständnis innerhalb der Organischen Chemie.
Jean-Baptiste Dumas wies jedoch die Substitution von Wasserstoff durch Chlor bei der Einwirkung von Chlor auf Kerzenwachs nach und widersprach damit der berzeliusschen Auffassung, dass der elektropositive Wasserstoff nicht durch das elektronegative Chlor ersetzt werden könne.
Eine modifizierte Typentheorie entwickelte Charles Frédéric Gerhardt.
Nach seinen Überlegungen konnte man alle organischen Verbindungen von vier Typen:  Wasserstoff, Chlorwasserstoff, Wasser und Ammoniak ableiten.
Aus der Typenlehre wurde der Begriff der chemischen Wertigkeit gefolgert. Die schon von Vorgängern angedeutete Theorie der homologen Reihen nahm bei ihm feste Gestalt an (1845); ebenso stammt auch der Begriff der Heterologie von ihm. Die wichtigste Folgerung aus der Typenlehre und aus den Homologen war, dass sie ein unitares System – im Gegensatz zu Berzelius’ dualistischem – verlangen.
Auguste Laurent formulierte 1836 die Kerntheorie, wonach es sogenannte Stammkerne (oder anders formuliert Radikale i.o.S.), wie Kohlenstoff und Wasserstoff, gäbe, und abgeleitete Kerne, die aus den Stammkernen durch Ersatz (Substitution) des Wasserstoffs durch andere Atome oder -gruppen hervorgingen.
Bei organischen Molekülen gibt es anders als in der anorganischen Chemie Stamm-Kerne von Kohlenstoffatomen. Die Kohlenstoff-Stamm-Kerne sind räumlich geordnet und können Neben-Kerne von Wasserstoff-, Chlor- oder Sauerstoffatomen nach geometrischen und stöchiometrischen Gesetzen aufnehmen. Nur einige bestimmte Nebenkerne im Molekül können sich abspalten und ein Radikal bilden.
Laurent vermutete, dass sich Stammkerne im Zentrum einer Pyramide befinden könnten, an den Kanten der Pyramide befinden sich Nebenkerne wie Wasserstoff-, Sauerstoff- und Halogenatome die unter bestimmten Reaktionsbedingungen austauschen lassen.
Dies ist die Kerntheorie (Chemie).